# Kathy Heddy
Kathryn „Kathy“ Jean Heddy, nach Heirat Kathryn Silver und Kathryn Drum, (* 4. Februar 1958 in Syracuse, New York) ist eine ehemalige Schwimmerin aus den Vereinigten Staaten. Sie erhielt bei Schwimmweltmeisterschaften eine Goldmedaille sowie zwei Silber- und drei Bronzemedaillen. Bei Panamerikanischen Spielen gewann sie vier Goldmedaillen.

## Karriere
Kathy Heddy schwamm für den Central Jersey Aquatic Club. Bei den Weltmeisterschaften 1973 in Belgrad belegte sie den siebten Platz über 100 Meter Freistil. Über 200 Meter Lagen erkämpfte sie die Bronzemedaille hinter Andrea Hübner und Kornelia Ender aus der DDR. Die 4-mal-100-Meter-Freistilstaffel der Vereinigten Staaten mit Kim Peyton, Kathy Heddy, Heather Greenwood und Shirley Babashoff gewann die Silbermedaille hinter der Staffel aus der DDR und vor der Staffel aus der Bundesrepublik Deutschland.
1974 fand ein Länderkampf der Vereinigten Staaten gegen die Mannschaft aus der DDR statt. Dabei stellten Ann Marshall, Kim Peyton, Kathy Heddy und Shirley Babashoff in 3:51,99 Minuten einen neuen Weltrekord in der 4-mal-100-Meter-Freistilstaffel auf. Sie unterboten den bei den Weltmeisterschaften in Belgrad aufgestellten Weltrekord der DDR-Staffel. Die DDR-Staffel unterbot den Weltrekord bei den Weltmeisterschaften 1975 in Cali, als Zweitplatzierte in 3:50,74 Minuten blieben in Cali auch Kathy Heddy, Kareen Reeser, Kelly Rowell und Shirley Babshoff unter dem alten Weltrekord. Kathy Heddy gewann bei den Weltmeisterschaften die Goldmedaille über 200 Meter Lagen vor Ulrike Tauber und Angela Franke aus der DDR. Über 400 Meter Lagen siegte Ulrike Tauber vor ihrer Landsfrau Karla Linke, Kathy Heddy erschwamm die Bronzemedaille. Ebenfalls Bronze erkämpfte Heddy über 400 Meter Freistil, es gewann Shirley Babashoff vor der Australierin Jenny Turrall. Schließlich nahm Heddy noch am 100-Meter-Freistilfinale teil. Hier siegte Kornelia Ender vor Shirley Babashoff und der Niederländerin Enith Brigitha. Als Viertplatzierte schlug Kathy Heddy eine Hundertstelsekunde hinter der Niederländerin an.
Drei Monate nach den Weltmeisterschaften fanden in Mexiko-Stadt die Panamerikanischen Spiele 1975 statt. Kathy Heddy siegte über 200 Meter Lagen, über 400 Meter Lagen und über 400 Meter Freistil. Mit der US-Freistilstaffel in der Besetzung Kathy Heddy, Bonnee Brown, Jill Sterkel und Kim Peyton gewann Heddy ihre vierte Goldmedaille. Im Jahr darauf schwamm Kathy Heddy bei den Olympischen Spielen in Montreal nur die 400-Meter-Freistilstrecke. Heddy erreichte das Finale mit der siebtbesten Zeit, im Endlauf belegte sie den fünften Platz mit 0,9 Sekunden Rückstand auf die Gewinnerin der Bronzemedaille.